# ウィリアム・セント・ローレンス (第4代ハウス伯爵)

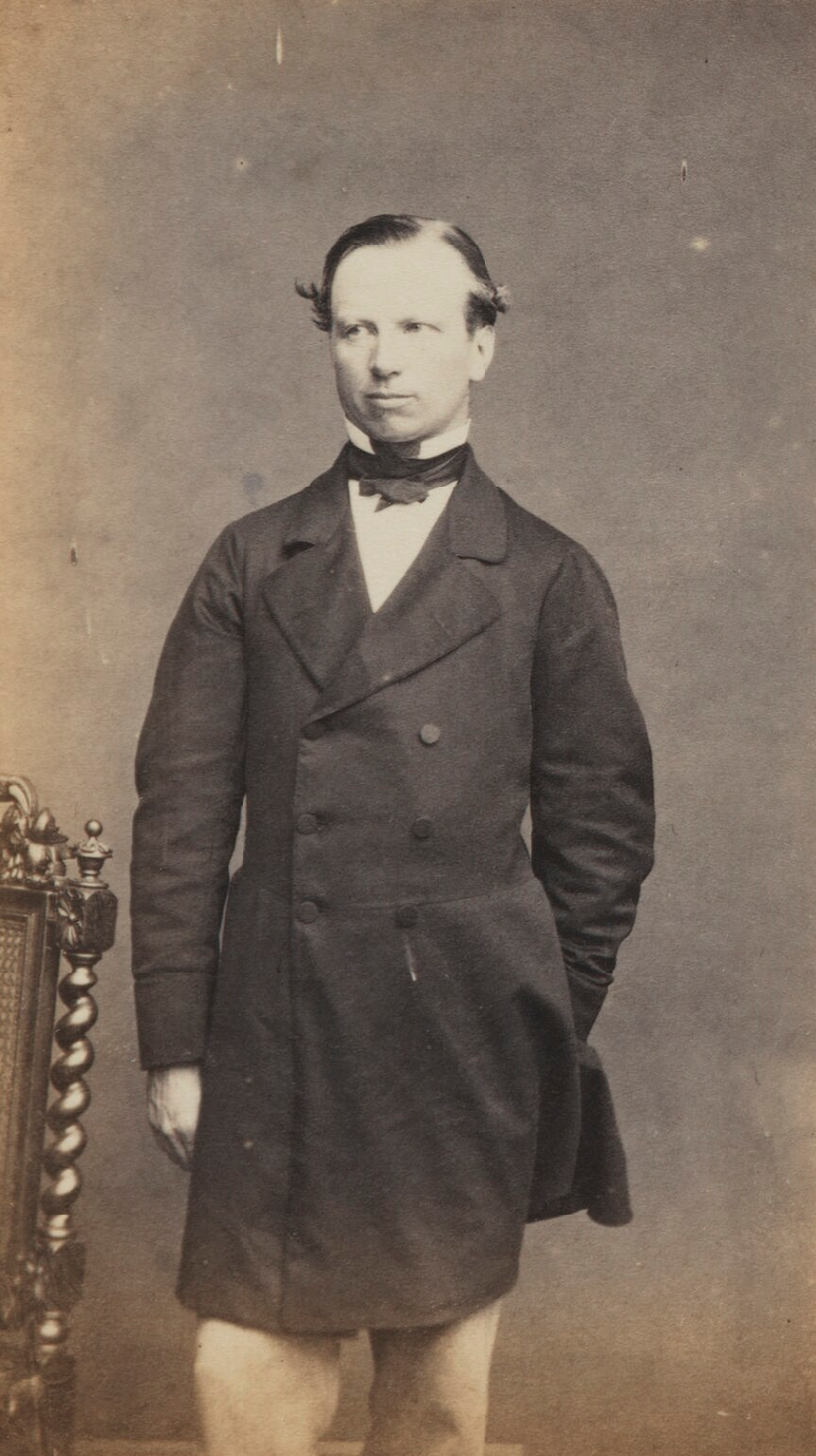
セント・ローレンス子爵、1860年代撮影。

第4代ハウス伯爵ウィリアム・ユリック・トリストラム・セント・ローレンス（英語: William Ulick Tristram St. Lawrence, 4th Earl of Howth KP、1827年6月25日 – 1909年3月9日）は、イギリスの貴族、政治家。自由党に所属し、1868年から1874年まで庶民院議員を務めた。1874年までセント・ローレンス子爵の儀礼称号を使用した。

## 生涯
第3代ハウス伯爵トマス・セント・ローレンスと1人目の妻エミリー（Emily、旧姓ド・バーグ（de Burgh）、1807年8月13日 – 1842年12月4日、第13代クランリカード伯爵ジョン・ド・バーグの娘）の息子として、1827年6月25日に生まれた。イートン・カレッジで教育を受けた。
1850年7月17日にランカシャー・ハザール連隊の中尉に任命され、1852年1月31日に大尉に昇進した。その後、1855年2月までに辞任した。1855年2月から1858年3月と1859年6月から1866年までの2度にわたりState Steward to the Viceroy of Irelandを務めた。
1868年から1874年までゴールウェイ・バラ選挙区の代表として庶民院議員を務め、1874年2月4日に父が死去するとハウス伯爵位を継承した。議会では自由党に属した。
1854年から1869年までダブリン県民兵隊副隊長を務めたほか、同県の治安判事と副統監を歴任し、1881年10月7日に連合王国貴族であるダブリン県におけるハウスのハウス男爵に叙された。
1876年時点でダブリン県に7,377エーカーの、ミーズ県に2,061エーカーの領地を所有しており、合計で年収13,310ポンド相当だった。1883年時点でも領地の面積は同じであり、年収は18,936ポンド相当に上がった。
1884年5月8日、聖パトリック勲章を授与された。
1909年3月9日に生涯未婚のままボーンマスのホテル・メトロポール（Hotel Metropole）で死去、15日に埋葬された。爵位はすべて廃絶した。